# Башня Джеймса Джойса

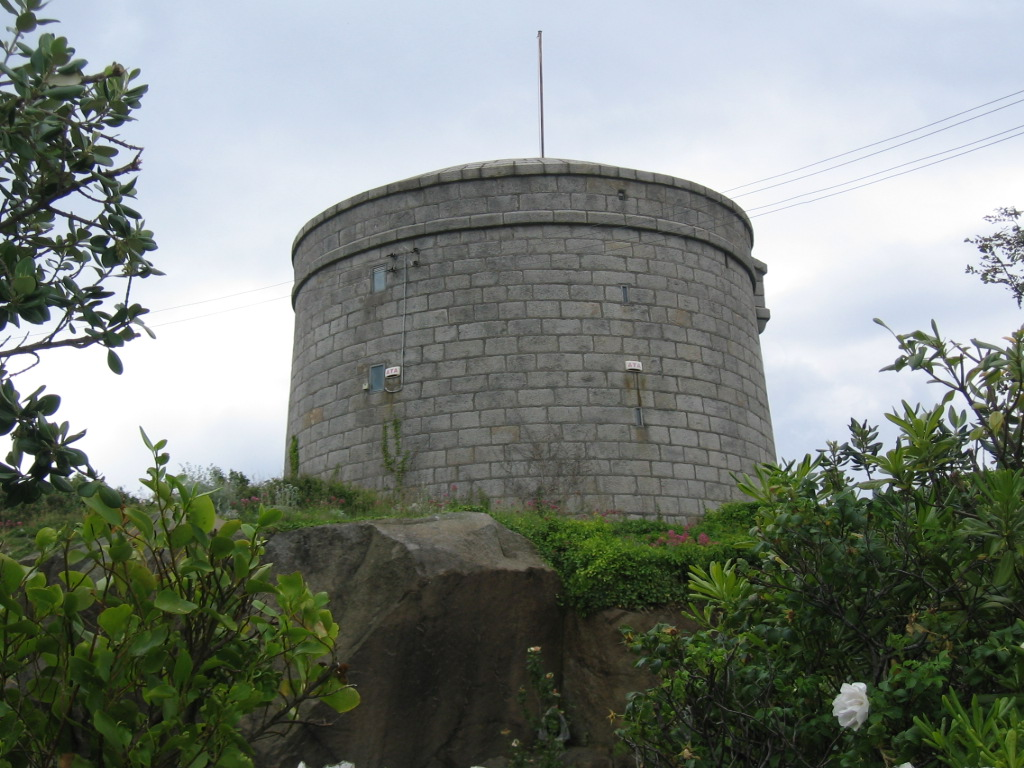
Башня Джеймса Джойса

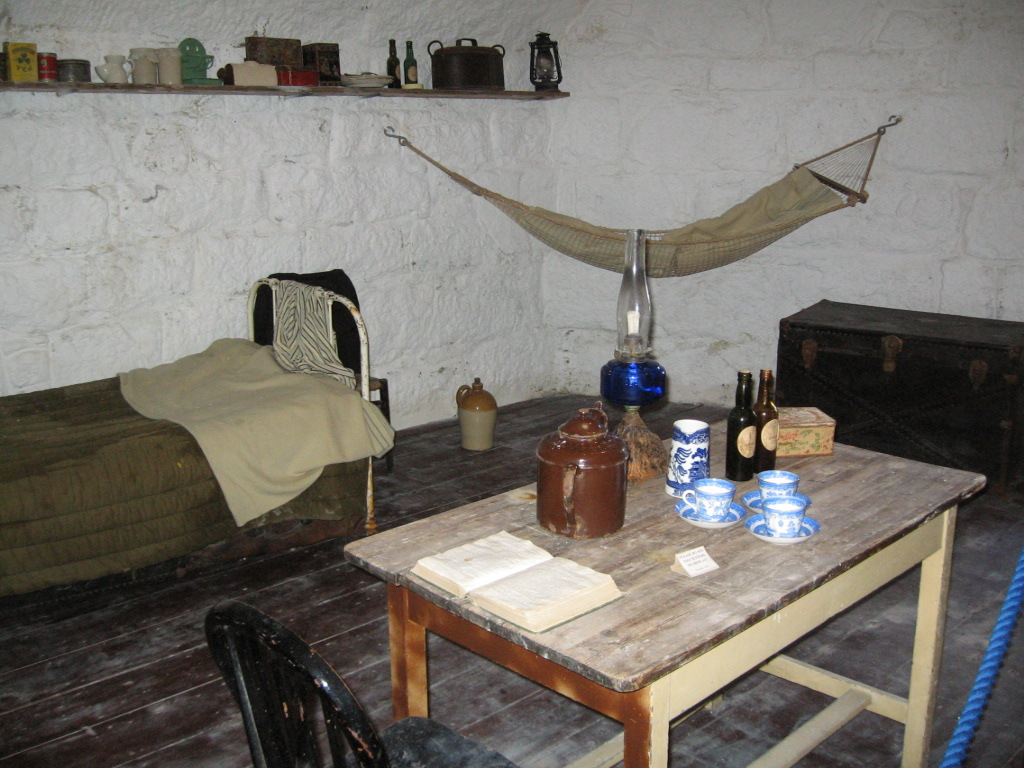
«Комната Джойса»

Башня Джеймса Джойса (англ. James Joyce Tower) — бесплатный музей и одна из достопримечательностей, связанная с жизнью и творчеством писателя Джеймса Джойса. Расположена в 13 милях к югу от Дублина, Ирландия.
Башня была построена в 1804 году для защиты от возможного вторжения наполеоновских войск. В 1904 году сооружение стало сдаваться в аренду, и первым жильцом стал поэт Оливер Гогарти, который пригласил погостить у себя писателя Джеймса Джойса. К моменту предполагаемого визита Джойс испортил отношения с хозяином башни, оскорбительно написав о нём в одном из своих стихотворений. Оливер не отменил приглашения, но за неделю ситуация значительно обострилась — однажды ночью он выстрелил из пистолета поверх головы Джойса, при этом последнему пришлось бежать.
В настоящий момент на двух этажах башни находится экспозиция, посвящённая Джеймсу Джойсу, избравшему башню в качестве места действия первой главы романа «Улисс». Одна из комнат воссоздана в том виде, в каком она описана в книге. В коллекции музея хранятся письма, фотографии, личные вещи писателя и редкие издания его произведений.